# ありのままでそばにいて
「ありのままでそばにいて」は2008年10月29日に発売された郷ひろみ91作目のシングル。

## 概要
前作「君だけを feat.童子-T」から約5ヶ月振り、アルバム『place to be』からのリカットシングル。前作に引き続きノンタイアップシングル。「ありのままでそばにいて」「このメロディだけは」共にオフィシャル・サイトにて実施された次作のシングルを決めるファン投票アンケートにノミネートされた4曲の内、落選した楽曲。ジャケット写真は2種類。初回生産盤はカラー6Pブックレット仕様。初回生産盤完売後、通常盤に切り替わる。

## 収録曲
全曲　コーラスアレンジ：河合夕子　
1. ありのままでそばにいて（4分58秒）
作詞・作曲：川江美奈子／編曲：河野圭
2. このメロディだけは（5分31秒）
作詞・作曲：松本卓也／編曲：澤近泰輔
3. 君だけを feat.童子-T〜3rd Remix〜（4分43秒）
作詞：童子-T
作曲：童子-T、Shingo.S、DJ TAKI-SHIT
編曲：REO
リミックス：3rd Production
90作目シングルのリミックス・ヴァージョン。
4. ありのままでそばにいて〜Instrumental〜

## 参加ミュージシャン
- 郷ひろみ：Vocal (#1,2,3)、Chorus (#2)

Additional Musician
- 宮田繁男：Drums (#1,4)
- 河村智康：Drums (#2)
- 種子田健：Bass (#1,4)
- 美久月千晴：Bass (#2)
- 秋山浩徳：Guitar (#1,4)
- 鈴川真樹：Guitar (#2)
- 河野圭：Piano (#1,4)
- 澤近泰輔：Piano (#2)
- 後藤ストリングス：Strings (#1,4)
- クラッシャー木村ストリングス：Strings (#2)
- 河合夕子：Chorus (#1,2)
- 竹内浩明：Chorus (#1,2)
- Sen：Chorus (#1,2)